# Guglielmo Vicario
Guglielmo Vicario, född 7 oktober 1996 i Udine, är en italiensk fotbollsmålvakt som spelar för Tottenham Hotspur i Premier League och Italiens landslag.

## Spelarkarriär
Vicario gjorde sin Serie C-debut för Venezia i en match mot Teramo den 5 mars 2017.
Den 17 juli 2019 skrev han på ett femårskontrakt med Cagliari. Den 25 juli 2019 anslöt han till Perugia på ett säsongslångt lån.
Den 9 juli 2021 gick han till Empoli på ett lån med en köpoption. Empoli meddelade den 18 juni 2022 att de nyttjade sin köpoption. Vicario gjorde en trippelräddning i en ligamatch mot Roma den 4 februari 2023 som hyllades av många åskådare.
Tottenham Hotspur meddelade den 27 juni 2023 att de tecknat ett femårigt avtal med Vicario. Med det blev Vicario klubbens första nyförvärv under den nytillträdde tränaren Ange Postecoglou.

### Landslagskarriär
Vicario blev uttagen till Italiens fotbollslandslag för första gången den 17 september 2022 då Roberto Mancini tog ut honom i truppen till UEFA Nations League-matcherna mot England och Ungern.